# من سيربح المليون؟ (النسخة العربية)
من سيربح المليون؟ (بالإنجليزية: Who Wants to be a Millionaire) هو النسخة العربية من برنامج المُسابقات الشهير من سيربح المليون؟ يستعرض فيه أسئلة معلومات عامة يقدم جوائز مالية كبيرة لمن يجيب بشكل صحيح ومتتالي على أسئلة البرنامج. عرض في الشرق الأوسط وشمال أفريقيا على قناة إم بي سي 1 ولاحقا على قناة أو أس أن يا هلا. قدم المسابقة الإعلامي جورج قرداحي. انطلق البرنامج في 27 نوفمبر 2000، أولى أيام شهر رمضان واستمر لعدة مواسم.
حقق نجاحا كبيرا في الوطن العربي ولدى عرب بالمهجر بسبب قيمة الجائزة المقدمة وهي 1.000.000 ريال سعودي وكذلك بسبب نوع الأسئلة والتشويق الذي تقدمه المسابقة. تم تسجيل حلقات البرنامج في استوديو النسخة البريطانية الأصلية في لندن، وفي يونيو 2001 انتقل إلى باريس ولاحقًا في 10 فبراير 2002 إلى مدينة الإنتاج الإعلامي في مدينة السادس من أكتوبر في مصر.
وهو من أهم البرامج على صعيد الإنتاج العربي، حيث أن البرنامج نال شهرة واسعة لا مثيل لها في الدول العربية، نافست البرنامج الأخرى بشكل رهيب من المحيط إلى الخليج. وهو أول برنامج أجنبي الفكرة يتم شراء حقوقه وإنتاج نسخة معربة في العالم العربي.

## طريقة اللعب
يتم اختيار المتسابقين من خلال استضافة ثمانية أشخاص وطرح عليهم ما يُسمى بسؤال السرعة، والأسرع هو الذي يُشارك في المسابقة، تغير هذا النظام فيما بعد حيث يتم اختيار المُتسابق من خلال الكمبيوتر. يتم طرح عدة أسئلة على المتسابق وتزداد قيمة الجائزة بعد كُل سؤال يتم اجتيازه، وهناك وسائل مُساعدة تكون متاحة للمتسابق، أما عدد الأسئلة والجوائز فكانت على النحو التالي:
| نظام الأسئلة | نظام الأسئلة  | نظام الأسئلة  | نظام الأسئلة  | نظام الأسئلة  |
| رقم السؤال   | قيمة السؤال   | قيمة السؤال   | قيمة السؤال   | قيمة السؤال   |
| رقم السؤال   | 2000-2004     | 2005-2007     | 2010          | 2015-2016     |
| ------------ | ------------- | ------------- | ------------- | ------------- |
| 1            | 100 ر.س       | 200 ر.س       | 500 ر.س       | 500 ر.س       |
| 2            | 200 ر.س       | 300 ر.س       | 1,000 ر.س     | 1,000 ر.س     |
| 3            | 300 ر.س       | 500 ر.س       | 2,000 ر.س     | 2,500 ر.س     |
| 4            | 500 ر.س       | 1,000 ر.س     | 5,000 ر.س     | 5,000 ر.س     |
| 5            | 1,000 ر.س     | 2,000 ر.س     | 10,000 ر.س    | 10,000 ر.س    |
| 6            | 2,000 ر.س     | 4,000 ر.س     | 20,000 ر.س    | 20,000 ر.س    |
| 7            | 4,000 ر.س     | 8,000 ر.س     | 40,000 ر.س    | 30,000 ر.س    |
| 8            | 8,000 ر.س     | 16,000 ر.س    | 80,000 ر.س    | 50,000 ر.س    |
| 9            | 16,000 ر.س    | 32,000 ر.س    | 150,000 ر.س   | 75,000 ر.س    |
| 10           | 32,000 ر.س    | 64,000 ر.س    | 250,000 ر.س   | 100,000 ر.س   |
| 11           | 64,000 ر.س    | 125,000 ر.س   | 500,000 ر.س   | 200,000 ر.س   |
| 12           | 125,000 ر.س   | 250,000 ر.س   | 1,000,000 ر.س | 350,000 ر.س   |
| 13           | 250,000 ر.س   | 500,000 ر.س   | غ/م           | 500,000 ر.س   |
| 14           | 500,000 ر.س   | 1,000,000 ر.س | غ/م           | 1,000,000 ر.س |
| 15           | 1,000,000 ر.س | 2,000,000 ر.ٍس | غ/م           | 2,000,000 ر.س |

## المسابقة

### موسم 2000
في بداية كل حلقة، جورج قرداحي يعلن أسماء المشاركين الثمانية أتوا من مختلف الدول العربية. بعد ذلك يطرح عليهم «سؤال السرعة» حيث عليهم ترتيب أربعة احتمالات معروضة على شاشة الكومبيوتر موجودة أمام كل واحد منهم، بشكل صحيح في غضون 20 ثانية. من يعطي الترتيب الصحيح وبأسرع وقت ممكن، يتأهل لجلوس أمام الكومبيوتر والمقدم في وسط مسرح زجاجي دائري يحيط بهم الجمهور من كافة الجهات، للإجابة على الأسئلة بهدف الحصول على الجائزة الكبرى.
على المتأهل الإجابة على جميع الأسئلة لكي يفوز بالمليون. الأسئلة تتدرج في صعوبتها من الأسهل فالأصعب طبقاً لمراحل البرنامج حسب الجوائز المالية المرصودة. هناك محطتان هامتان وهما السؤال الخامس والسؤال العاشر وفيهما يضمن المشارك المبلغ المخصص مهما حصل بعد ذلك. سلسلة الأرباح المسابقة في النسخة العربية كانت على النحو التالي:
- السؤال الأول • 100 ريال سعودي 
- السؤال الثاني • 200 ريال سعودي
- السؤال الثالث • 300 ريال سعودي
- السؤال الرابع • 500 ريال سعودي
- السؤال الخامس • 1.000 ريال سعودي (المحطة الأولى)
- السؤال السادس • 2.000 ريال سعودي
- السؤال السابع • 4.000 ريال سعودي
- السؤال الثامن • 8.000 ريال سعودي
- السؤال التاسع • 16.000 ريال سعودي
- السؤال العاشر • 32.000 ريال سعودي (المحطة الثانية)
- السؤال الحادي عشر • 64.000 ريال سعودي
- السؤال الثاني عشر • 125.000 ريال سعودي
- السؤال الثالث عشر • 250.000 ريال سعودي
- السؤال الرابع عشر • 500.000 ريال سعودي
- السؤال الخامس عشر • 1.000.000 ريال سعودي

كما يتوفر للمتسابقين ثلاث وسائـل مساعدة، يمكن استعمال كل وسيلة لمرة واحدة فقط خلال المسيرة نحو المليون والوسائل هي:
- حذف إجابتين: الكومبيوتر يحذف إجابتين من الثلاث الخطأ؛
- اتصال بصديق: المتسابق لديه 30 ثانية لتكلم مع شخص من اختياره يمكنه معرفة الجواب الصحيح؛
- مساعدة الجمهور: الجمهور الحاضر يختار عبر جهاز إلكتروني الإجابة التي يعتبرها صحيحة.

كما بإمكان المتسابق التوقف في أي لحظة يريدها، واخذ المبلغ الموجود برصيده، عندها يغادر الأستوديو ويقوم جورج قرداحي يطرح سؤال سرعة جديد لاختيار متسابق جديد.
خلال هذه الفترة، تم تسجيل عدة حلقات خاصة مع مشاهير العالم العربي بهدف جمع أموال لصالح أعمال خيرية. من الشخصيات التي مرت على البرنامج: أصالة نصري وزوجها أيمن الذهبي، محمد المنصور وزوجته، المنتصر بالله وزوجته، محمد عبده، أيمن زيدان، منى واصف، أحلام، راغب علامة، دريد لحام وزوجته، إلهام شاهين، عبد المجيد عبد الله، خالد الشيخ، محمد فؤاد، سامي الجابر، حسام حسن، حمادة إمام، طلال سلمان، عثمان العمير، سعيد سنبل، جهاد الخازن، شعبان عبد الرحيم، عبد المجيد عبد الله، ناصر القصبي وعبد الله السدحان، محمد العلي، نيكول تنوري، محمد صبحي، نشوة الرويني.

### موسم 2005
البرنامج تم احيائه مرة أخرى، بعد توقف دام عام ونصف، باسم «من سيربح 2 مليون». انطلق يوم الثلاثاء 15 تشرين الثاني 2005 حتى منتصف 2007. تم نقل تسجيل الحلقات إلى إستوديوهات أم بي سي في مدينة بيروت بمنطقة أنطلياس عوضا عن مدينة القاهرة.
وشهد هذا الموسم بعض التغييرات، حيث تم تزويد البرنامج بمجموعة إضاءة حديثة تضفي مزيدا من الإبهار، بالإضافة إلى نظام إلكتروني جديد سيتيح الفرصة للجمهور في الإستوديو من المشاركة والتفاعل مع البرنامج بشكل أوسع، حيث يمكنهم الإجابة على نفس الأسئلة التي ستطرح على المتسابقين. كما تم تطوير الغرافيك لإضافة المزيد من الإثارة والمتعة عند المشاهدين في المنازل. بالإضافة إلى الرسائل النصية القصيرة التي ستتيح الفرصة للمشاهدين في بيوتهم بأن يكونوا مشاركين بجزء من البرنامج، بحيث يردون على سؤال يوجه لهم في بداية الحلقة عن طريق الرسائل القصيرة لإضفاء روح المنافسة.
لكن أبرز تعديل كان رفع قيمة الجائزة الكبرى المقدمة إلى 2.000.000 ريال سعودي، وأصبحت سلسلة الأرباح على النحو التالي:
- السؤال الأول • 200 ريال سعودي 
- السؤال الثاني • 300 ريال سعودي
- السؤال الثالث • 500 ريال سعودي
- السؤال الرابع • 1.000 ريال سعودي
- السؤال الخامس • 2.000 ريال سعودي (المحطة الأولى)
- السؤال السادس • 4.000 ريال سعودي
- السؤال السابع • 8.000 ريال سعودي
- السؤال الثامن • 16.000 ريال سعودي
- السؤال التاسع • 32.000 ريال سعودي
- السؤال العاشر • 64.000 ريال سعودي (المحطة الثانية)
- السؤال الحادي عشر • 125.000 ريال سعودي
- السؤال الثاني عشر • 250.000 ريال سعودي
- السؤال الثالث عشر • 500.000 ريال سعودي
- السؤال الرابع عشر • 1.000.000 ريال سعودي
- السؤال الخامس عشر • 2.000.000 ريال سعودي

وأضيفت وسيلة مساعدة رابعة إلى وسائل المساعدة الثلاث التي مازالت موجودة وهي تغيير السؤال ولمرة واحدة فقط، وذلك بدءا من السؤال السادس. بهذه الوسيلة بإمكان المشترك أن يغيير السؤال إذا لم يعرفه إجابته واستبداله بسؤال جديد.

### موسم 2010
عاد البرنامج من جديد في 12 كانون الثاني واستمر عرضه حتى 3 آب 2010 بعد غياب دام ثلاثة سنوات، بنفس التركيبة المتكاملة وبعض التغيرات الجوهرية تقع ضمن سبع نقاط رئيسية هي:
1: اعتماد مرحلة فرز واختيار المشاركين على السحب بالقرعة عبر الكمبيوتر وامتحانهم عوضاً عن سؤال السرعة الذي كان معتمدا في المواسم السابقة؛
2: تقليص العدد الإجمالي للأسئلة من 15 إلى 12 سؤالا مما يسرع إيقاع البرنامج ويزيد فرص الفوز بالجائزة الكبرى التي بدورها عادت إلى مليون ريال سعودي. أصبحت سلسلة المبالغ الجديدة على النحو التالي:
- السؤال الأول • 500 ريال سعودي
- السؤال الثاني • 1.000 ريال سعودي
- السؤال الثالث • 2.000 ريال سعودي
- السؤال الرابع • 5.000 ريال سعودي 
- السؤال الخامس • 10.000 ريال سعودي
- السؤال السادس • 20.000 ريال سعودي
- السؤال السابع • 40.000 ريال سعودي
- السؤال الثامن • 80.000 ريال سعودي
- السؤال التاسع • 150.000 ريال سعودي
- السؤال العاشر • 250.000 ريال سعودي
- السؤال الحادي عشر • 500.000 ريال سعودي
- السؤال الثاني عشر • 1.000.000 ريال سعودي

3: «الشيك الثابت» وهي محطة تثبيت مبلغ ما من سلسلة الأرباح يضمن الحصول عليه المتسابق بحال إعطائه جواب ما خاطئ. المبلغ يجب تحديده قبل بدأ طرح الأسئلة.
4: إضافة وسيلة مساعدة جديدة إلى المساعدات الثلاثة المعروفة هي «الاستعانة بالمستشار» الذي سيكون الإعلامي حسين الشبكشي. الوسيلة متاحة فقط بعد بلوغ المتسابق عتبة سؤال «الشيك الثابت».
5: تخصيص الحلقات لفئات وشرائح عمرية ومهنية واجتماعية معينة كالعائلات، والأطباء، والمعلمين، وملكات الجمال، وسائقي سيارات الأجرة، والموظفين مع أرباب العمل، والإعلاميين وغيرهم. أما الحلقات المخصصة فعرضت على النحو التالي:
| - الحلقة الأولى: الإعلاميين - الحلقة الثانية: المتقاعدين - الحلقة الثالثة: السائقين - الحلقة الرابعة: المكانيكيين - الحلقة الخامسة: الأطباء البيطريين - الحلقة السادسة: الأمهات مع أبنائهن - الحلقة السابعة: المعلمين - الحلقة الثامنة: المتزوجون - الحلقة التاسعة: رجال الشرطة - الحلقة العاشرة: المدراء ومساعديهم - الحلقة الحادية عشرة: الأجداد والجدات - الحلقة الثانية عشرة: العاملون في مجال البناء | - الحلقة الثالثة عشرة: المحامون - الحلقة الرابعة عشرة: الحموات والكنايين - الحلقة الخامسة عشرة: موظفو القطاع الحكومي - الحلقة السادسة عشرة: العاملون في مجال الطيران - الحلقة السابعة عشرة: العاملون في مجال التمريض - الحلقة الثامنة عشرة: الآباء مع أبنائهم - الحلقة التاسعة عشرة: المهندسين المدنيين - الحلقة العشرون: المزارعون - الحلقة الحادية والعشرون: الأطباء - الحلقة الثانية والعشرون: العاملون في الحرف اليدوية - الحلقة الثالثة والعشرون: العاطلون عن العمل - الحلقة الرابعة والعشرون: الكتّاب - الحلقة الخامسة والعشرون: مهن متفرقة. |

لم يطرأ أي تغيير فيما يخص شكل الإستوديو والإضاءة التي تم اعتمادها في الموسم السابق، ولكن تم تغير شكل الغرافيك المستخدم حيث أصبح لون المستطيل الذي يكتب فيه السؤال باللون الأزق الداكن بدل الأسود وتم تغيير الموسيقى المستخدمة في البرنامج.

### موسم 2015
بعد غياب دام خمس سنوات، يعود البرنامج من جديد على قناة أو أس أن يا هلا على أن تذيع (سي بي سي) بعد انتهاء إذاعتها، بعد تخلي مجموعة أم بي سي عن حقوق المسابقة. انطلق الموسم الجديد في 16 تشرين الأول 2015 وتم تسجيل خمسة عشر حلقة في استوديوهات القناة في مدينة الإنتاج الإعلامي بالقاهرة. يعود البرنامج بنفس التركيبة المتكاملة مع بعض التغيرات الطفيفة هي:
1: تم انتقاء المتسابقين من خلال مرحلة اختبارات من أجل اختيار أفضل المتسابقين الملمين بالمعلومات العامة، عكس ما كان يجري في المواسم الماضية حيث كان الاختيار إما عبر سؤال سرعة أو مكالمة هاتفية. قامت لجنة تحكيم مؤلفة من
- جورج قرداحي: مقدم البرنامج؛
- رباب موسى: المنتجة المنفذة؛
- رياض مصطفى: رئيس لجنة الأعداد.

بجولة الاختبارات في ثلاث مدن عربية هي: القاهرة، عمان ودبي وانتقاء نخبة المتقدمين للمشاركة والفوز بمبالغ عالية.
2:رفع قيمة الجائزة الكبرى إلى مليونين ريال سعودي وتغيير سلسة المبالغ التي اعتمدت سابقا، حيث أصبحت المبالغ أكبر. السلسلة الجديدة هي على النحو التالي:
- السؤال الأول • 500 ريال سعودي 
- السؤال الثاني • 1.000 ريال سعودي
- السؤال الثالث • 2.500 ريال سعودي
- السؤال الرابع • 5.000 ريال سعودي
- السؤال الخامس • 10.000 ريال سعودي (المحطة الأولى)
- السؤال السادس • 20.000 ريال سعودي
- السؤال السابع • 30.000 ريال سعودي
- السؤال الثامن • 50.000 ريال سعودي
- السؤال التاسع • 75.000 ريال سعودي
- السؤال العاشر • 100.000 ريال سعودي (المحطة الثانية)
- السؤال الحادي عشر • 200.000 ريال سعودي
- السؤال الثاني عشر • 350.000 ريال سعودي
- السؤال الثالث عشر • 500.000 ريال سعودي
- السؤال الرابع عشر • 1.000.000 ريال سعودي
- السؤال الخامس عشر • 2.000.000 ريال سعودي

3: إضافة وسيلة مساعدة جديدة إلى المساعدات الثلاثة المعروفة هي «الاستعانة بلجنة الحكماء» وهي كناية عن لجنة مكونة من ثلاث شخصيات مرموقة من مختلف الميادين، سيحاولون تقديم الإجابة التي يظنون أنها الصحيحة للمتسابق. هذه الوسيلة متاحة فقط بعد بلوغ عتبة السؤال العاشر.
لم يطرأ أي تغيير جذري فيما يخص شكل الإستوديو والإضاءة التي تم اعتمادها في الموسم السابق، ولكن تم تغير شكل الغرافيك المستخدم حيث أصبح لون المستطيل الذي يكتب فيه السؤال باللون الأزق الفاتح عوضا عن الأرزق الداكن وتم تغيير الموسيقى المستخدمة في البرنامج.

## الفائزون بالبرنامج

### فردياً
طوال تاريخ العرض فاز خمسة أشخاص فقط بالجائزة الكُبرى واستطاعوا اجتياز جميع الأسئلة بنجاح، 4 منهم فازوا بالمليون، وواحد فقط فاز بمليونَي ريال سعودي، وهم:
- خالد الملا طبيب من إمارة الفجيرة الإمارات العربية المتحدة في 21 نوفمبر 2001. السؤال الأخير كان التالي:

| ما اسم الكتاب الذي وضعه "ابن النديم"؟ |                  |
| 1: كتاب الندماء                       | 2: الفهرست       |
| 3: الجاسوس على القاموس                | 4: معجم ما ستعجم |

| من هو صاحب كتاب الجغرافيا الذي يحمل عنوان "آثار البلاد وأخبار العباد"؟ |             |
| 1: البيروني                                                            | 2: المقدسي  |
| 3: الإدريسي                                                            | 4: القزويني |

| كم عدد الدول العربية التي تطل على البحر الأبيض المتوسط؟ |          |
| 1: 6 دول                                                | 2: 7 دول |
| 3: 8 دول                                                | 4: 9 دول |

| أعلى شلالات في العالم هي: |                  |
| 1: نياغارا                | 2: الإغواسو      |
| 3: كيفو                   | 4: سالتو دل أنجل |

| من قام بسرقة لوحة "الموناليزا" من متحف اللوفر عام 1911؟ |                      |
| 1: إنزو فراتيللي                                        | 2: لوتشيو أنطونيني   |
| 3: فيتوريو بوكا                                         | 4: فينتشينزو بيروجيا |

| \| أي من شعراء الجاهلية اسمه الحقيقي "ثابت بن جابر"؟ \| \| \| 2: امرؤ القيس \| 2: الأعشى \| \| 4: تأبط شرا \| 3: النابغة الذبياني \| - مروة النشار من مصر فازت بالمليون ريال سعودي في 14 مارس 2006. - مصطفى تمام من البحرين فاز بالمليون ريال سعودي في 05 مايو 2007. - زكي عبد الغفور من اليمن أول شخص يفوز بمبلغ النصف مليون ريال سعودي في 31 يونيو 2001. - ذيب عثمان من عرب 48 أول شخص يفوز بمبلغ 250.000 ريال سعودي وأول مشترك في البرنامج في 27 نوفمبر 2000. - سهام إبراهيم من قطاع غزة فازت بـ250.000 ريال سعودي 17 ديسمبر 2001. - سعود السلمي من المملكة العربية السعودية فاز بـ250.000 ريال سعودي 15 نوفمبر 2005. - خلدون الشيخ من الأردن فاز بـ250.000 ريال سعودي 29 مايو 2007. - المليونير - الحلقة الأقوى - المليونير (النسخة المصرية) - من سيربح المليون؟ (النسخة المغاربية) - فيلم المليونير المتشرد - صفحة البرنامج على موقع الMBC - موقع البرنامج على قناة نسمة (فرنسي) - موقع البرنامج البريطاني 1. |                     |
| أي من شعراء الجاهلية اسمه الحقيقي "ثابت بن جابر"؟ |                     |
| 2: امرؤ القيس | 2: الأعشى           |
| 4: تأبط شرا | 3: النابغة الذبياني |

| أي من شعراء الجاهلية اسمه الحقيقي "ثابت بن جابر"؟ |                     |
| 2: امرؤ القيس                                     | 2: الأعشى           |
| 4: تأبط شرا                                       | 3: النابغة الذبياني |

| من قام بسرقة لوحة "الموناليزا" من متحف اللوفر عام 1911؟ |                      |
| 1: إنزو فراتيللي                                        | 2: لوتشيو أنطونيني   |
| 3: فيتوريو بوكا                                         | 4: فينتشينزو بيروجيا |

| \| أي من شعراء الجاهلية اسمه الحقيقي "ثابت بن جابر"؟ \| \| \| 2: امرؤ القيس \| 2: الأعشى \| \| 4: تأبط شرا \| 3: النابغة الذبياني \| - مروة النشار من مصر فازت بالمليون ريال سعودي في 14 مارس 2006. - مصطفى تمام من البحرين فاز بالمليون ريال سعودي في 05 مايو 2007. - زكي عبد الغفور من اليمن أول شخص يفوز بمبلغ النصف مليون ريال سعودي في 31 يونيو 2001. - ذيب عثمان من عرب 48 أول شخص يفوز بمبلغ 250.000 ريال سعودي وأول مشترك في البرنامج في 27 نوفمبر 2000. - سهام إبراهيم من قطاع غزة فازت بـ250.000 ريال سعودي 17 ديسمبر 2001. - سعود السلمي من المملكة العربية السعودية فاز بـ250.000 ريال سعودي 15 نوفمبر 2005. - خلدون الشيخ من الأردن فاز بـ250.000 ريال سعودي 29 مايو 2007. - المليونير - الحلقة الأقوى - المليونير (النسخة المصرية) - من سيربح المليون؟ (النسخة المغاربية) - فيلم المليونير المتشرد - صفحة البرنامج على موقع الMBC - موقع البرنامج على قناة نسمة (فرنسي) - موقع البرنامج البريطاني 1. |                     |
| أي من شعراء الجاهلية اسمه الحقيقي "ثابت بن جابر"؟ |                     |
| 2: امرؤ القيس | 2: الأعشى           |
| 4: تأبط شرا | 3: النابغة الذبياني |

| أي من شعراء الجاهلية اسمه الحقيقي "ثابت بن جابر"؟ |                     |
| 2: امرؤ القيس                                     | 2: الأعشى           |
| 4: تأبط شرا                                       | 3: النابغة الذبياني |

| أعلى شلالات في العالم هي: |                  |
| 1: نياغارا                | 2: الإغواسو      |
| 3: كيفو                   | 4: سالتو دل أنجل |

| من قام بسرقة لوحة "الموناليزا" من متحف اللوفر عام 1911؟ |                      |
| 1: إنزو فراتيللي                                        | 2: لوتشيو أنطونيني   |
| 3: فيتوريو بوكا                                         | 4: فينتشينزو بيروجيا |

| \| أي من شعراء الجاهلية اسمه الحقيقي "ثابت بن جابر"؟ \| \| \| 2: امرؤ القيس \| 2: الأعشى \| \| 4: تأبط شرا \| 3: النابغة الذبياني \| - مروة النشار من مصر فازت بالمليون ريال سعودي في 14 مارس 2006. - مصطفى تمام من البحرين فاز بالمليون ريال سعودي في 05 مايو 2007. - زكي عبد الغفور من اليمن أول شخص يفوز بمبلغ النصف مليون ريال سعودي في 31 يونيو 2001. - ذيب عثمان من عرب 48 أول شخص يفوز بمبلغ 250.000 ريال سعودي وأول مشترك في البرنامج في 27 نوفمبر 2000. - سهام إبراهيم من قطاع غزة فازت بـ250.000 ريال سعودي 17 ديسمبر 2001. - سعود السلمي من المملكة العربية السعودية فاز بـ250.000 ريال سعودي 15 نوفمبر 2005. - خلدون الشيخ من الأردن فاز بـ250.000 ريال سعودي 29 مايو 2007. - المليونير - الحلقة الأقوى - المليونير (النسخة المصرية) - من سيربح المليون؟ (النسخة المغاربية) - فيلم المليونير المتشرد - صفحة البرنامج على موقع الMBC - موقع البرنامج على قناة نسمة (فرنسي) - موقع البرنامج البريطاني 1. |                     |
| أي من شعراء الجاهلية اسمه الحقيقي "ثابت بن جابر"؟ |                     |
| 2: امرؤ القيس | 2: الأعشى           |
| 4: تأبط شرا | 3: النابغة الذبياني |

| أي من شعراء الجاهلية اسمه الحقيقي "ثابت بن جابر"؟ |                     |
| 2: امرؤ القيس                                     | 2: الأعشى           |
| 4: تأبط شرا                                       | 3: النابغة الذبياني |

| من قام بسرقة لوحة "الموناليزا" من متحف اللوفر عام 1911؟ |                      |
| 1: إنزو فراتيللي                                        | 2: لوتشيو أنطونيني   |
| 3: فيتوريو بوكا                                         | 4: فينتشينزو بيروجيا |

| \| أي من شعراء الجاهلية اسمه الحقيقي "ثابت بن جابر"؟ \| \| \| 2: امرؤ القيس \| 2: الأعشى \| \| 4: تأبط شرا \| 3: النابغة الذبياني \| - مروة النشار من مصر فازت بالمليون ريال سعودي في 14 مارس 2006. - مصطفى تمام من البحرين فاز بالمليون ريال سعودي في 05 مايو 2007. - زكي عبد الغفور من اليمن أول شخص يفوز بمبلغ النصف مليون ريال سعودي في 31 يونيو 2001. - ذيب عثمان من عرب 48 أول شخص يفوز بمبلغ 250.000 ريال سعودي وأول مشترك في البرنامج في 27 نوفمبر 2000. - سهام إبراهيم من قطاع غزة فازت بـ250.000 ريال سعودي 17 ديسمبر 2001. - سعود السلمي من المملكة العربية السعودية فاز بـ250.000 ريال سعودي 15 نوفمبر 2005. - خلدون الشيخ من الأردن فاز بـ250.000 ريال سعودي 29 مايو 2007. - المليونير - الحلقة الأقوى - المليونير (النسخة المصرية) - من سيربح المليون؟ (النسخة المغاربية) - فيلم المليونير المتشرد - صفحة البرنامج على موقع الMBC - موقع البرنامج على قناة نسمة (فرنسي) - موقع البرنامج البريطاني 1. |                     |
| أي من شعراء الجاهلية اسمه الحقيقي "ثابت بن جابر"؟ |                     |
| 2: امرؤ القيس | 2: الأعشى           |
| 4: تأبط شرا | 3: النابغة الذبياني |

| أي من شعراء الجاهلية اسمه الحقيقي "ثابت بن جابر"؟ |                     |
| 2: امرؤ القيس                                     | 2: الأعشى           |
| 4: تأبط شرا                                       | 3: النابغة الذبياني |

| كم عدد الدول العربية التي تطل على البحر الأبيض المتوسط؟ |          |
| 1: 6 دول                                                | 2: 7 دول |
| 3: 8 دول                                                | 4: 9 دول |

| أعلى شلالات في العالم هي: |                  |
| 1: نياغارا                | 2: الإغواسو      |
| 3: كيفو                   | 4: سالتو دل أنجل |

| من قام بسرقة لوحة "الموناليزا" من متحف اللوفر عام 1911؟ |                      |
| 1: إنزو فراتيللي                                        | 2: لوتشيو أنطونيني   |
| 3: فيتوريو بوكا                                         | 4: فينتشينزو بيروجيا |

| \| أي من شعراء الجاهلية اسمه الحقيقي "ثابت بن جابر"؟ \| \| \| 2: امرؤ القيس \| 2: الأعشى \| \| 4: تأبط شرا \| 3: النابغة الذبياني \| - مروة النشار من مصر فازت بالمليون ريال سعودي في 14 مارس 2006. - مصطفى تمام من البحرين فاز بالمليون ريال سعودي في 05 مايو 2007. - زكي عبد الغفور من اليمن أول شخص يفوز بمبلغ النصف مليون ريال سعودي في 31 يونيو 2001. - ذيب عثمان من عرب 48 أول شخص يفوز بمبلغ 250.000 ريال سعودي وأول مشترك في البرنامج في 27 نوفمبر 2000. - سهام إبراهيم من قطاع غزة فازت بـ250.000 ريال سعودي 17 ديسمبر 2001. - سعود السلمي من المملكة العربية السعودية فاز بـ250.000 ريال سعودي 15 نوفمبر 2005. - خلدون الشيخ من الأردن فاز بـ250.000 ريال سعودي 29 مايو 2007. - المليونير - الحلقة الأقوى - المليونير (النسخة المصرية) - من سيربح المليون؟ (النسخة المغاربية) - فيلم المليونير المتشرد - صفحة البرنامج على موقع الMBC - موقع البرنامج على قناة نسمة (فرنسي) - موقع البرنامج البريطاني 1. |                     |
| أي من شعراء الجاهلية اسمه الحقيقي "ثابت بن جابر"؟ |                     |
| 2: امرؤ القيس | 2: الأعشى           |
| 4: تأبط شرا | 3: النابغة الذبياني |

| أي من شعراء الجاهلية اسمه الحقيقي "ثابت بن جابر"؟ |                     |
| 2: امرؤ القيس                                     | 2: الأعشى           |
| 4: تأبط شرا                                       | 3: النابغة الذبياني |

| من قام بسرقة لوحة "الموناليزا" من متحف اللوفر عام 1911؟ |                      |
| 1: إنزو فراتيللي                                        | 2: لوتشيو أنطونيني   |
| 3: فيتوريو بوكا                                         | 4: فينتشينزو بيروجيا |

| \| أي من شعراء الجاهلية اسمه الحقيقي "ثابت بن جابر"؟ \| \| \| 2: امرؤ القيس \| 2: الأعشى \| \| 4: تأبط شرا \| 3: النابغة الذبياني \| - مروة النشار من مصر فازت بالمليون ريال سعودي في 14 مارس 2006. - مصطفى تمام من البحرين فاز بالمليون ريال سعودي في 05 مايو 2007. - زكي عبد الغفور من اليمن أول شخص يفوز بمبلغ النصف مليون ريال سعودي في 31 يونيو 2001. - ذيب عثمان من عرب 48 أول شخص يفوز بمبلغ 250.000 ريال سعودي وأول مشترك في البرنامج في 27 نوفمبر 2000. - سهام إبراهيم من قطاع غزة فازت بـ250.000 ريال سعودي 17 ديسمبر 2001. - سعود السلمي من المملكة العربية السعودية فاز بـ250.000 ريال سعودي 15 نوفمبر 2005. - خلدون الشيخ من الأردن فاز بـ250.000 ريال سعودي 29 مايو 2007. - المليونير - الحلقة الأقوى - المليونير (النسخة المصرية) - من سيربح المليون؟ (النسخة المغاربية) - فيلم المليونير المتشرد - صفحة البرنامج على موقع الMBC - موقع البرنامج على قناة نسمة (فرنسي) - موقع البرنامج البريطاني 1. |                     |
| أي من شعراء الجاهلية اسمه الحقيقي "ثابت بن جابر"؟ |                     |
| 2: امرؤ القيس | 2: الأعشى           |
| 4: تأبط شرا | 3: النابغة الذبياني |

| أي من شعراء الجاهلية اسمه الحقيقي "ثابت بن جابر"؟ |                     |
| 2: امرؤ القيس                                     | 2: الأعشى           |
| 4: تأبط شرا                                       | 3: النابغة الذبياني |

| أعلى شلالات في العالم هي: |                  |
| 1: نياغارا                | 2: الإغواسو      |
| 3: كيفو                   | 4: سالتو دل أنجل |

| من قام بسرقة لوحة "الموناليزا" من متحف اللوفر عام 1911؟ |                      |
| 1: إنزو فراتيللي                                        | 2: لوتشيو أنطونيني   |
| 3: فيتوريو بوكا                                         | 4: فينتشينزو بيروجيا |

| \| أي من شعراء الجاهلية اسمه الحقيقي "ثابت بن جابر"؟ \| \| \| 2: امرؤ القيس \| 2: الأعشى \| \| 4: تأبط شرا \| 3: النابغة الذبياني \| - مروة النشار من مصر فازت بالمليون ريال سعودي في 14 مارس 2006. - مصطفى تمام من البحرين فاز بالمليون ريال سعودي في 05 مايو 2007. - زكي عبد الغفور من اليمن أول شخص يفوز بمبلغ النصف مليون ريال سعودي في 31 يونيو 2001. - ذيب عثمان من عرب 48 أول شخص يفوز بمبلغ 250.000 ريال سعودي وأول مشترك في البرنامج في 27 نوفمبر 2000. - سهام إبراهيم من قطاع غزة فازت بـ250.000 ريال سعودي 17 ديسمبر 2001. - سعود السلمي من المملكة العربية السعودية فاز بـ250.000 ريال سعودي 15 نوفمبر 2005. - خلدون الشيخ من الأردن فاز بـ250.000 ريال سعودي 29 مايو 2007. - المليونير - الحلقة الأقوى - المليونير (النسخة المصرية) - من سيربح المليون؟ (النسخة المغاربية) - فيلم المليونير المتشرد - صفحة البرنامج على موقع الMBC - موقع البرنامج على قناة نسمة (فرنسي) - موقع البرنامج البريطاني 1. |                     |
| أي من شعراء الجاهلية اسمه الحقيقي "ثابت بن جابر"؟ |                     |
| 2: امرؤ القيس | 2: الأعشى           |
| 4: تأبط شرا | 3: النابغة الذبياني |

| أي من شعراء الجاهلية اسمه الحقيقي "ثابت بن جابر"؟ |                     |
| 2: امرؤ القيس                                     | 2: الأعشى           |
| 4: تأبط شرا                                       | 3: النابغة الذبياني |

| من قام بسرقة لوحة "الموناليزا" من متحف اللوفر عام 1911؟ |                      |
| 1: إنزو فراتيللي                                        | 2: لوتشيو أنطونيني   |
| 3: فيتوريو بوكا                                         | 4: فينتشينزو بيروجيا |

| \| أي من شعراء الجاهلية اسمه الحقيقي "ثابت بن جابر"؟ \| \| \| 2: امرؤ القيس \| 2: الأعشى \| \| 4: تأبط شرا \| 3: النابغة الذبياني \| - مروة النشار من مصر فازت بالمليون ريال سعودي في 14 مارس 2006. - مصطفى تمام من البحرين فاز بالمليون ريال سعودي في 05 مايو 2007. - زكي عبد الغفور من اليمن أول شخص يفوز بمبلغ النصف مليون ريال سعودي في 31 يونيو 2001. - ذيب عثمان من عرب 48 أول شخص يفوز بمبلغ 250.000 ريال سعودي وأول مشترك في البرنامج في 27 نوفمبر 2000. - سهام إبراهيم من قطاع غزة فازت بـ250.000 ريال سعودي 17 ديسمبر 2001. - سعود السلمي من المملكة العربية السعودية فاز بـ250.000 ريال سعودي 15 نوفمبر 2005. - خلدون الشيخ من الأردن فاز بـ250.000 ريال سعودي 29 مايو 2007. - المليونير - الحلقة الأقوى - المليونير (النسخة المصرية) - من سيربح المليون؟ (النسخة المغاربية) - فيلم المليونير المتشرد - صفحة البرنامج على موقع الMBC - موقع البرنامج على قناة نسمة (فرنسي) - موقع البرنامج البريطاني 1. |                     |
| أي من شعراء الجاهلية اسمه الحقيقي "ثابت بن جابر"؟ |                     |
| 2: امرؤ القيس | 2: الأعشى           |
| 4: تأبط شرا | 3: النابغة الذبياني |

| أي من شعراء الجاهلية اسمه الحقيقي "ثابت بن جابر"؟ |                     |
| 2: امرؤ القيس                                     | 2: الأعشى           |
| 4: تأبط شرا                                       | 3: النابغة الذبياني |

| من هو صاحب كتاب الجغرافيا الذي يحمل عنوان "آثار البلاد وأخبار العباد"؟ |             |
| 1: البيروني                                                            | 2: المقدسي  |
| 3: الإدريسي                                                            | 4: القزويني |

| كم عدد الدول العربية التي تطل على البحر الأبيض المتوسط؟ |          |
| 1: 6 دول                                                | 2: 7 دول |
| 3: 8 دول                                                | 4: 9 دول |

| أعلى شلالات في العالم هي: |                  |
| 1: نياغارا                | 2: الإغواسو      |
| 3: كيفو                   | 4: سالتو دل أنجل |

| من قام بسرقة لوحة "الموناليزا" من متحف اللوفر عام 1911؟ |                      |
| 1: إنزو فراتيللي                                        | 2: لوتشيو أنطونيني   |
| 3: فيتوريو بوكا                                         | 4: فينتشينزو بيروجيا |

| \| أي من شعراء الجاهلية اسمه الحقيقي "ثابت بن جابر"؟ \| \| \| 2: امرؤ القيس \| 2: الأعشى \| \| 4: تأبط شرا \| 3: النابغة الذبياني \| - مروة النشار من مصر فازت بالمليون ريال سعودي في 14 مارس 2006. - مصطفى تمام من البحرين فاز بالمليون ريال سعودي في 05 مايو 2007. - زكي عبد الغفور من اليمن أول شخص يفوز بمبلغ النصف مليون ريال سعودي في 31 يونيو 2001. - ذيب عثمان من عرب 48 أول شخص يفوز بمبلغ 250.000 ريال سعودي وأول مشترك في البرنامج في 27 نوفمبر 2000. - سهام إبراهيم من قطاع غزة فازت بـ250.000 ريال سعودي 17 ديسمبر 2001. - سعود السلمي من المملكة العربية السعودية فاز بـ250.000 ريال سعودي 15 نوفمبر 2005. - خلدون الشيخ من الأردن فاز بـ250.000 ريال سعودي 29 مايو 2007. - المليونير - الحلقة الأقوى - المليونير (النسخة المصرية) - من سيربح المليون؟ (النسخة المغاربية) - فيلم المليونير المتشرد - صفحة البرنامج على موقع الMBC - موقع البرنامج على قناة نسمة (فرنسي) - موقع البرنامج البريطاني 1. |                     |
| أي من شعراء الجاهلية اسمه الحقيقي "ثابت بن جابر"؟ |                     |
| 2: امرؤ القيس | 2: الأعشى           |
| 4: تأبط شرا | 3: النابغة الذبياني |

| أي من شعراء الجاهلية اسمه الحقيقي "ثابت بن جابر"؟ |                     |
| 2: امرؤ القيس                                     | 2: الأعشى           |
| 4: تأبط شرا                                       | 3: النابغة الذبياني |

| من قام بسرقة لوحة "الموناليزا" من متحف اللوفر عام 1911؟ |                      |
| 1: إنزو فراتيللي                                        | 2: لوتشيو أنطونيني   |
| 3: فيتوريو بوكا                                         | 4: فينتشينزو بيروجيا |

| \| أي من شعراء الجاهلية اسمه الحقيقي "ثابت بن جابر"؟ \| \| \| 2: امرؤ القيس \| 2: الأعشى \| \| 4: تأبط شرا \| 3: النابغة الذبياني \| - مروة النشار من مصر فازت بالمليون ريال سعودي في 14 مارس 2006. - مصطفى تمام من البحرين فاز بالمليون ريال سعودي في 05 مايو 2007. - زكي عبد الغفور من اليمن أول شخص يفوز بمبلغ النصف مليون ريال سعودي في 31 يونيو 2001. - ذيب عثمان من عرب 48 أول شخص يفوز بمبلغ 250.000 ريال سعودي وأول مشترك في البرنامج في 27 نوفمبر 2000. - سهام إبراهيم من قطاع غزة فازت بـ250.000 ريال سعودي 17 ديسمبر 2001. - سعود السلمي من المملكة العربية السعودية فاز بـ250.000 ريال سعودي 15 نوفمبر 2005. - خلدون الشيخ من الأردن فاز بـ250.000 ريال سعودي 29 مايو 2007. - المليونير - الحلقة الأقوى - المليونير (النسخة المصرية) - من سيربح المليون؟ (النسخة المغاربية) - فيلم المليونير المتشرد - صفحة البرنامج على موقع الMBC - موقع البرنامج على قناة نسمة (فرنسي) - موقع البرنامج البريطاني 1. |                     |
| أي من شعراء الجاهلية اسمه الحقيقي "ثابت بن جابر"؟ |                     |
| 2: امرؤ القيس | 2: الأعشى           |
| 4: تأبط شرا | 3: النابغة الذبياني |

| أي من شعراء الجاهلية اسمه الحقيقي "ثابت بن جابر"؟ |                     |
| 2: امرؤ القيس                                     | 2: الأعشى           |
| 4: تأبط شرا                                       | 3: النابغة الذبياني |

| أعلى شلالات في العالم هي: |                  |
| 1: نياغارا                | 2: الإغواسو      |
| 3: كيفو                   | 4: سالتو دل أنجل |

| من قام بسرقة لوحة "الموناليزا" من متحف اللوفر عام 1911؟ |                      |
| 1: إنزو فراتيللي                                        | 2: لوتشيو أنطونيني   |
| 3: فيتوريو بوكا                                         | 4: فينتشينزو بيروجيا |

| \| أي من شعراء الجاهلية اسمه الحقيقي "ثابت بن جابر"؟ \| \| \| 2: امرؤ القيس \| 2: الأعشى \| \| 4: تأبط شرا \| 3: النابغة الذبياني \| - مروة النشار من مصر فازت بالمليون ريال سعودي في 14 مارس 2006. - مصطفى تمام من البحرين فاز بالمليون ريال سعودي في 05 مايو 2007. - زكي عبد الغفور من اليمن أول شخص يفوز بمبلغ النصف مليون ريال سعودي في 31 يونيو 2001. - ذيب عثمان من عرب 48 أول شخص يفوز بمبلغ 250.000 ريال سعودي وأول مشترك في البرنامج في 27 نوفمبر 2000. - سهام إبراهيم من قطاع غزة فازت بـ250.000 ريال سعودي 17 ديسمبر 2001. - سعود السلمي من المملكة العربية السعودية فاز بـ250.000 ريال سعودي 15 نوفمبر 2005. - خلدون الشيخ من الأردن فاز بـ250.000 ريال سعودي 29 مايو 2007. - المليونير - الحلقة الأقوى - المليونير (النسخة المصرية) - من سيربح المليون؟ (النسخة المغاربية) - فيلم المليونير المتشرد - صفحة البرنامج على موقع الMBC - موقع البرنامج على قناة نسمة (فرنسي) - موقع البرنامج البريطاني 1. |                     |
| أي من شعراء الجاهلية اسمه الحقيقي "ثابت بن جابر"؟ |                     |
| 2: امرؤ القيس | 2: الأعشى           |
| 4: تأبط شرا | 3: النابغة الذبياني |

| أي من شعراء الجاهلية اسمه الحقيقي "ثابت بن جابر"؟ |                     |
| 2: امرؤ القيس                                     | 2: الأعشى           |
| 4: تأبط شرا                                       | 3: النابغة الذبياني |

| من قام بسرقة لوحة "الموناليزا" من متحف اللوفر عام 1911؟ |                      |
| 1: إنزو فراتيللي                                        | 2: لوتشيو أنطونيني   |
| 3: فيتوريو بوكا                                         | 4: فينتشينزو بيروجيا |

| \| أي من شعراء الجاهلية اسمه الحقيقي "ثابت بن جابر"؟ \| \| \| 2: امرؤ القيس \| 2: الأعشى \| \| 4: تأبط شرا \| 3: النابغة الذبياني \| - مروة النشار من مصر فازت بالمليون ريال سعودي في 14 مارس 2006. - مصطفى تمام من البحرين فاز بالمليون ريال سعودي في 05 مايو 2007. - زكي عبد الغفور من اليمن أول شخص يفوز بمبلغ النصف مليون ريال سعودي في 31 يونيو 2001. - ذيب عثمان من عرب 48 أول شخص يفوز بمبلغ 250.000 ريال سعودي وأول مشترك في البرنامج في 27 نوفمبر 2000. - سهام إبراهيم من قطاع غزة فازت بـ250.000 ريال سعودي 17 ديسمبر 2001. - سعود السلمي من المملكة العربية السعودية فاز بـ250.000 ريال سعودي 15 نوفمبر 2005. - خلدون الشيخ من الأردن فاز بـ250.000 ريال سعودي 29 مايو 2007. - المليونير - الحلقة الأقوى - المليونير (النسخة المصرية) - من سيربح المليون؟ (النسخة المغاربية) - فيلم المليونير المتشرد - صفحة البرنامج على موقع الMBC - موقع البرنامج على قناة نسمة (فرنسي) - موقع البرنامج البريطاني 1. |                     |
| أي من شعراء الجاهلية اسمه الحقيقي "ثابت بن جابر"؟ |                     |
| 2: امرؤ القيس | 2: الأعشى           |
| 4: تأبط شرا | 3: النابغة الذبياني |

| أي من شعراء الجاهلية اسمه الحقيقي "ثابت بن جابر"؟ |                     |
| 2: امرؤ القيس                                     | 2: الأعشى           |
| 4: تأبط شرا                                       | 3: النابغة الذبياني |

| كم عدد الدول العربية التي تطل على البحر الأبيض المتوسط؟ |          |
| 1: 6 دول                                                | 2: 7 دول |
| 3: 8 دول                                                | 4: 9 دول |

| أعلى شلالات في العالم هي: |                  |
| 1: نياغارا                | 2: الإغواسو      |
| 3: كيفو                   | 4: سالتو دل أنجل |

| من قام بسرقة لوحة "الموناليزا" من متحف اللوفر عام 1911؟ |                      |
| 1: إنزو فراتيللي                                        | 2: لوتشيو أنطونيني   |
| 3: فيتوريو بوكا                                         | 4: فينتشينزو بيروجيا |

| \| أي من شعراء الجاهلية اسمه الحقيقي "ثابت بن جابر"؟ \| \| \| 2: امرؤ القيس \| 2: الأعشى \| \| 4: تأبط شرا \| 3: النابغة الذبياني \| - مروة النشار من مصر فازت بالمليون ريال سعودي في 14 مارس 2006. - مصطفى تمام من البحرين فاز بالمليون ريال سعودي في 05 مايو 2007. - زكي عبد الغفور من اليمن أول شخص يفوز بمبلغ النصف مليون ريال سعودي في 31 يونيو 2001. - ذيب عثمان من عرب 48 أول شخص يفوز بمبلغ 250.000 ريال سعودي وأول مشترك في البرنامج في 27 نوفمبر 2000. - سهام إبراهيم من قطاع غزة فازت بـ250.000 ريال سعودي 17 ديسمبر 2001. - سعود السلمي من المملكة العربية السعودية فاز بـ250.000 ريال سعودي 15 نوفمبر 2005. - خلدون الشيخ من الأردن فاز بـ250.000 ريال سعودي 29 مايو 2007. - المليونير - الحلقة الأقوى - المليونير (النسخة المصرية) - من سيربح المليون؟ (النسخة المغاربية) - فيلم المليونير المتشرد - صفحة البرنامج على موقع الMBC - موقع البرنامج على قناة نسمة (فرنسي) - موقع البرنامج البريطاني 1. |                     |
| أي من شعراء الجاهلية اسمه الحقيقي "ثابت بن جابر"؟ |                     |
| 2: امرؤ القيس | 2: الأعشى           |
| 4: تأبط شرا | 3: النابغة الذبياني |

| أي من شعراء الجاهلية اسمه الحقيقي "ثابت بن جابر"؟ |                     |
| 2: امرؤ القيس                                     | 2: الأعشى           |
| 4: تأبط شرا                                       | 3: النابغة الذبياني |

| من قام بسرقة لوحة "الموناليزا" من متحف اللوفر عام 1911؟ |                      |
| 1: إنزو فراتيللي                                        | 2: لوتشيو أنطونيني   |
| 3: فيتوريو بوكا                                         | 4: فينتشينزو بيروجيا |

| \| أي من شعراء الجاهلية اسمه الحقيقي "ثابت بن جابر"؟ \| \| \| 2: امرؤ القيس \| 2: الأعشى \| \| 4: تأبط شرا \| 3: النابغة الذبياني \| - مروة النشار من مصر فازت بالمليون ريال سعودي في 14 مارس 2006. - مصطفى تمام من البحرين فاز بالمليون ريال سعودي في 05 مايو 2007. - زكي عبد الغفور من اليمن أول شخص يفوز بمبلغ النصف مليون ريال سعودي في 31 يونيو 2001. - ذيب عثمان من عرب 48 أول شخص يفوز بمبلغ 250.000 ريال سعودي وأول مشترك في البرنامج في 27 نوفمبر 2000. - سهام إبراهيم من قطاع غزة فازت بـ250.000 ريال سعودي 17 ديسمبر 2001. - سعود السلمي من المملكة العربية السعودية فاز بـ250.000 ريال سعودي 15 نوفمبر 2005. - خلدون الشيخ من الأردن فاز بـ250.000 ريال سعودي 29 مايو 2007. - المليونير - الحلقة الأقوى - المليونير (النسخة المصرية) - من سيربح المليون؟ (النسخة المغاربية) - فيلم المليونير المتشرد - صفحة البرنامج على موقع الMBC - موقع البرنامج على قناة نسمة (فرنسي) - موقع البرنامج البريطاني 1. |                     |
| أي من شعراء الجاهلية اسمه الحقيقي "ثابت بن جابر"؟ |                     |
| 2: امرؤ القيس | 2: الأعشى           |
| 4: تأبط شرا | 3: النابغة الذبياني |

| أي من شعراء الجاهلية اسمه الحقيقي "ثابت بن جابر"؟ |                     |
| 2: امرؤ القيس                                     | 2: الأعشى           |
| 4: تأبط شرا                                       | 3: النابغة الذبياني |

| أعلى شلالات في العالم هي: |                  |
| 1: نياغارا                | 2: الإغواسو      |
| 3: كيفو                   | 4: سالتو دل أنجل |

| من قام بسرقة لوحة "الموناليزا" من متحف اللوفر عام 1911؟ |                      |
| 1: إنزو فراتيللي                                        | 2: لوتشيو أنطونيني   |
| 3: فيتوريو بوكا                                         | 4: فينتشينزو بيروجيا |

| \| أي من شعراء الجاهلية اسمه الحقيقي "ثابت بن جابر"؟ \| \| \| 2: امرؤ القيس \| 2: الأعشى \| \| 4: تأبط شرا \| 3: النابغة الذبياني \| - مروة النشار من مصر فازت بالمليون ريال سعودي في 14 مارس 2006. - مصطفى تمام من البحرين فاز بالمليون ريال سعودي في 05 مايو 2007. - زكي عبد الغفور من اليمن أول شخص يفوز بمبلغ النصف مليون ريال سعودي في 31 يونيو 2001. - ذيب عثمان من عرب 48 أول شخص يفوز بمبلغ 250.000 ريال سعودي وأول مشترك في البرنامج في 27 نوفمبر 2000. - سهام إبراهيم من قطاع غزة فازت بـ250.000 ريال سعودي 17 ديسمبر 2001. - سعود السلمي من المملكة العربية السعودية فاز بـ250.000 ريال سعودي 15 نوفمبر 2005. - خلدون الشيخ من الأردن فاز بـ250.000 ريال سعودي 29 مايو 2007. - المليونير - الحلقة الأقوى - المليونير (النسخة المصرية) - من سيربح المليون؟ (النسخة المغاربية) - فيلم المليونير المتشرد - صفحة البرنامج على موقع الMBC - موقع البرنامج على قناة نسمة (فرنسي) - موقع البرنامج البريطاني 1. |                     |
| أي من شعراء الجاهلية اسمه الحقيقي "ثابت بن جابر"؟ |                     |
| 2: امرؤ القيس | 2: الأعشى           |
| 4: تأبط شرا | 3: النابغة الذبياني |

| أي من شعراء الجاهلية اسمه الحقيقي "ثابت بن جابر"؟ |                     |
| 2: امرؤ القيس                                     | 2: الأعشى           |
| 4: تأبط شرا                                       | 3: النابغة الذبياني |

| من قام بسرقة لوحة "الموناليزا" من متحف اللوفر عام 1911؟ |                      |
| 1: إنزو فراتيللي                                        | 2: لوتشيو أنطونيني   |
| 3: فيتوريو بوكا                                         | 4: فينتشينزو بيروجيا |

| \| أي من شعراء الجاهلية اسمه الحقيقي "ثابت بن جابر"؟ \| \| \| 2: امرؤ القيس \| 2: الأعشى \| \| 4: تأبط شرا \| 3: النابغة الذبياني \| - مروة النشار من مصر فازت بالمليون ريال سعودي في 14 مارس 2006. - مصطفى تمام من البحرين فاز بالمليون ريال سعودي في 05 مايو 2007. - زكي عبد الغفور من اليمن أول شخص يفوز بمبلغ النصف مليون ريال سعودي في 31 يونيو 2001. - ذيب عثمان من عرب 48 أول شخص يفوز بمبلغ 250.000 ريال سعودي وأول مشترك في البرنامج في 27 نوفمبر 2000. - سهام إبراهيم من قطاع غزة فازت بـ250.000 ريال سعودي 17 ديسمبر 2001. - سعود السلمي من المملكة العربية السعودية فاز بـ250.000 ريال سعودي 15 نوفمبر 2005. - خلدون الشيخ من الأردن فاز بـ250.000 ريال سعودي 29 مايو 2007. - المليونير - الحلقة الأقوى - المليونير (النسخة المصرية) - من سيربح المليون؟ (النسخة المغاربية) - فيلم المليونير المتشرد - صفحة البرنامج على موقع الMBC - موقع البرنامج على قناة نسمة (فرنسي) - موقع البرنامج البريطاني 1. |                     |
| أي من شعراء الجاهلية اسمه الحقيقي "ثابت بن جابر"؟ |                     |
| 2: امرؤ القيس | 2: الأعشى           |
| 4: تأبط شرا | 3: النابغة الذبياني |

| أي من شعراء الجاهلية اسمه الحقيقي "ثابت بن جابر"؟ |                     |
| 2: امرؤ القيس                                     | 2: الأعشى           |
| 4: تأبط شرا                                       | 3: النابغة الذبياني |